# Tanzanias damlandslag i fotboll
Tanzanias damlandslag i fotboll representerar Tanzania i fotboll på damsidan. Dess förbund är Tanzania Football Federation.